# Премьер-министр Иракского Курдистана
Премьер-министр Иракского Курдистана — глава Регионального правительства Иракского Курдистана. Правительство избирается в составе парламента Курдистана.

## Список премьер-министров Иракского Курдистана
| # | Фото | Премьер-министр       | Полномочия      | Полномочия      | Партия                            |
| # | Фото | Премьер-министр       | Начало          | Окончание       | Партия                            |
| - | ---- | --------------------- | --------------- | --------------- | --------------------------------- |
| 1 |      | Нечиван Идрис Барзани | 1 марта 2006    | 31 августа 2009 | Демократическая партия Курдистана |
| 2 |      | Бархам Салих          | 31 августа 2009 | 7 марта 2012    | Патриотический союз Курдистана    |
| 3 |      | Нечиван Идрис Барзани | 7 марта 2012    | 10 июля 2019    | Демократическая партия Курдистана |
| 4 |      | Масрур Барзани        | 10 июля 2019    | действующий     | Демократическая партия Курдистана |